# Дугин, Николай Дмитриевич
Николай Дмитриевич Дугин (1921—1945) — капитан Рабоче-крестьянской Красной Армии, Герой Советского Союза (1946).

## Биография
Николай Дугин родился 26 апреля 1921 года в селе Дурниха (ныне — Раменский район Московской области) в крестьянской семье. С 1933 года проживал в деревне Колонец. Окончил семь классов школы, затем школу фабрично-заводского ученичества и два курса машиностроительного техникума при заводе имени А. В. Ухтомского в Люберцах. Одновременно учился в аэроклубе, который окончил в 1940 году. В 1941 году окончил Качинскую военную авиационную школу лётчиков, после чего служил на Дальнем Востоке. С апреля 1943 года — на фронтах Великой Отечественной войны. Принимал участие в боях на Северо-Кавказском, 4-м Украинском, 3-м и 1-м Белорусском фронтах. Участвовал в освобождении Краснодарского края, Крыма, Белорусской ССР, штурме Берлина.
К февралю 1945 года капитан Николай Дугин был заместителем командира эскадрильи и штурманом 402-го истребительного авиаполка 265-й истребительной авиадивизии 3-го истребительного авиакорпуса 16-й воздушной армии 1-го Белорусского фронта. К тому времени он совершил 325 боевых вылетов, принял участие в 77 воздушных боях, сбив 14 вражеских самолётов, также 6 самолётов уничтожил в ходе штурмовок вражеских аэродромов. За эти отличия был представлен к званию Героя Советского Союза.
2 мая 1945 года, когда аэродром Далльгов, на котором располагалась часть, в которой служил Дугин, подвергся атаке крупных немецких войск, лётчик принял активное участие в её отражении, штурмуя противника с воздуха. В бою самолёт Дугина был подбит, а сам лётчик получил тяжёлые ранения. Несмотря на это, он сумел посадить машину на аэродром, но сам скончался от полученных ранений. Похоронен на воинском кладбище у Гамбургского шоссе в населённом пункте Дальгов земли Бранденбург в Германии.
К моменту своей геройской гибели выполнил 424 боевых вылета, провёл более 80 воздушных боёв, в которых сбил лично 16 самолётов. Свои последние победы одержал 18-го и 20 апреля 1945 года в районе Берлина, лично сбив в эти дни по одному вражескому самолёту.
Указом Президиума Верховного Совета СССР от 15 мая 1946 года за «образцовое выполнение боевых заданий командования на фронте борьбы с немецкими захватчиками и проявленные при этом отвагу и геройство» капитан Николай Дугин посмертно был удостоен высокого звания Героя Советского Союза. Также был награждён орденом Ленина, двумя орденами Красного Знамени, орденами Александра Невского, Отечественной войны 2-й степени и Красной Звезды, рядом медалей. Навечно зачислен в списки личного состава воинской части.
В честь Дугина названа улица в Жуковском.